# Paulo Ricardo
 Paulo Ricardo Oliveira Nery de Medeiros (Río de Janeiro; 23 de septiembre de 1962), más conocido como Paulo Ricardo es un cantautor y músico brasileño muy conocido en su país de origen Brasil, con temas reeditadas pertenecientes a Ricardo Arjona y Ricardo Montaner cantados en su idioma materno en portugués como Porque es cruel el amor, Pingüinos en la cama, Amarte es mi pecado etc.., perteneciente al son Louco Por Voc, La mujer que no soñe, Fantasia Futebol etc.. También cantó en inglés canciones como I Know What You Want, Make It Clap, Richie's Jala Jala y It Wasn't Me. En 1999 se hace conocer en el mundo de habla hispana, con canciones cantadas en español y pertenecientes a él, que ha tenido mucho éxito como Dos primer tema musical que se promocionó en dicho año y que hasta el día de hoy es uno de los más escuchados y recordados y después Cuando te vas, cover del clásico de Queen, Love of my life.
En 2002 grabó la banda sonora de la película de animación Spirit: El corcel indomable (la versión brasileña solamente).